# Edwin Vernon Morgan
Edwin Vernon Morgan (* 22. Februar 1865 in Aurora im Bundesstaat New York; † 14. April 1934 in Petrópolis, Brasilien) war ein Botschafter der Vereinigten Staaten.

## Leben
Edwin Vernon Morgan war der Sohn von Margaret Bogart und Henry Augustus Morgan sowie Enkel von Edwin B. Morgan. Er schloss ein Studium 1890 als Bachelor und 1891 als Master an der Harvard University ab, absolvierte Aufbaustudiengänge von 1891 bis 1892 sowie 1894 bis 1895 an der Friedrich-Wilhelms-Universität in Berlin. Von 1893 bis 1895 lehrte er Geschichtswissenschaft an der Harvard University und von 1895 bis 1898 am Adelbert College in Cleveland, Ohio.
Er trat in den auswärtigen Dienst unter John Hay. 1899 war er Gesandtschaftssekretär der Amerikanisch-Samoa Commission, 1900 in Seoul im Kaiserreich Korea und 1901 als Gesandtschaftssekretär zweiter Klasse in Sankt Petersburg. 1904 wurde er zum Konsul in Dalian ernannt, ein Amt, an dessen Ausführung er durch den Russisch-Japanischen Krieg gehindert wurde.
Edwin Vernon Morgan wurde am 18. März 1905 zum außerordentlichen Botschafter und Bevollmächtigten in Seoul im Kaiserreich Korea ernannt, wo vom 26. Juni 1905 bis zum 28. November 1905 bei Kaiser Gojong akkreditiert war. Am 17. November 1905 übernahm die japanische Regierung das koreanische Außenministerium. Morgan schloss am 28. November 1905 die Gesandtschaft und verließ Korea am 8. Dezember 1905.
Am 29. November 1905 wurde er zum außerordentlichen Gesandten und Ministre plénipotentiaire in Havanna ernannt, die Ernennung wurde am 11. Dezember 1905 durch den Senat der Vereinigten Staaten ratifiziert. Am 1. März 1906 wurde er bei der Regierung von Tomás Estrada Palma akkreditiert. Am 5. Januar 1910 verließ er seinen Posten als Botschafter, nachdem der Senat der Vereinigten Staaten seine Beauftragung als Botschafter widerrufen hatte.
Am 21. Dezember 1909 wurde er zum außerordentlichen Gesandten und Ministre plénipotentiaire in Asunción und Montevideo ernannt. In Asunción war er vom 29. Juni 1910 bis zum 8. Juli 1911 akkreditiert. Mit Sitz in Asunción war er vom 31. März 1910 bis zum 8. Juli 1911 in Montevideo akkreditiert.
Am 24. Mai 1911 wurde er zum außerordentlichen Gesandten und Ministre plénipotentiaire in Lissabon ernannt, wo er vom 3. August 1911 bis zum 11. Februar 1912 akkreditiert war.
Am 18. Januar 1912 wurde er zum außerordentlichen Botschafter und Bevollmächtigten in Rio de Janeiro ernannt, wo er vom 4. Juni 1912 bis zum 23. August 1933 akkreditiert war. Er trat von seinem Posten als Botschafter in Rio de Janeiro zurück, wurde in den Ruhestand versetzt und siedelte sich in Petrópolis an. Dank der zivilisierteren Lebensverhältnisse in der früheren Residenzstadt wird, je nach Quelle, Hirnblutung oder Herzinfarkt als Todesursache genannt. Das Grab des längstdienenden Botschafters der Vereinigten Staaten an einer Mission ist auf dem Cemitério Municipal da Petrópolis beim Mausoléu Imperial.

## Veröffentlichungen
- Slavery in New York. The Status Of The Slave Under The English Colonial Government, 1891, in Half Moon Series 1898 nachgedruckt. (Digitalisat).